# Cecidocarcinus
Cecidocarcinus is een geslacht van kreeftachtigen uit de klasse van de Malacostraca (hogere kreeftachtigen).

## Soorten
- Cecidocarcinus brychius Kropp & Manning, 1987
- Cecidocarcinus zibrowii Manning, 1991